# ۳۲-بیت
۳۲-بیت (به انگلیسی: 32-bit) در معماری رایانه، متغیرها، آدرس‌ها یا واحدهای داده‌ای هستند که حداکثر ۳۲ بیت (۴ ردیف هشت‌تایی) طول دارند. همچنین سی‌پی‌یو و معماری‌های ای‌یوال ۳۲-بیت هستند که بر اساس رجیستر، گذرگاه‌های آدرس یا گذرگاه‌های داده با این اندازه کار می‌کنند.